# Robert Darcy
Pour les articles homonymes, voir Darcy.
Robert Darcy est un violoncelliste et compositeur belge d'origine française né le 16 novembre 1910 à Paris et mort le 6 juin 1967 à Schaerbeek.

## Biographie
Robert Darcy naît le 16 novembre 1910 à Paris,.
Il étudie au Conservatoire de Lyon, où il obtient un premier prix de violoncelle en 1928, puis travaille la composition auprès de Francis Bousquet et Paul Vidal.
Robert Darcy fait ensuite carrière comme violoncelliste au sein de différents orchestres parisiens et bruxellois avant d'être mobilisé en 1939 pendant la Seconde Guerre mondiale. En juin 1940, il est fait prisonnier. Durant sa captivité, il monte un orchestre de prisonniers.
Après le conflit, il retourne en Belgique et adopte la nationalité belge en 1949,.
En 1965, il est lauréat d'un 3e prix de composition au Concours musical international Reine Élisabeth de Belgique. L'année suivante, il remporte le Prix de composition Reine Élisabeth.
Il meurt le 6 juin 1967 à Schaerbeek.
Comme compositeur, Robert Darcy est l'auteur d'une « musique […] enracinée dans le néoclassicisme, avec un mélange d'éléments atonaux ».

## Œuvres
Parmi ses œuvres, figurent :

### Musique pour orchestre
- Scherzo (1923) ;
- Rêverie (1931) ;
- 7 Esquisses pour petit orchestre (1933) ;
- Suite pour orchestre à vent (1935) ;
- Suite pour orchestre à cordes (1936) ;
- Concerto pour 4 violoncelles et orchestre à vent (1936) ;
- Pièces pour 2 violoncelles et orchestre (1937) ;
- Fantaisie pour violoncelle et orchestre (1937) ;
- 3 Marines (1939) ;
- Concerto pour 4 saxophones et orchestre (1939) ;
- Danses mosanes (1943) ;
- Concerto pour trompette (1948) ;
- Concerto pour piano (1951) ;
- Symphonie (1953) ;
- Concerto pour orchestre (1965).

### Musique de chambre
- 3 quatuors pour 4 violoncelles (1935-1937) ;
- 3 quatuors à cordes (1936-1950) ;
- Caprice pour quintette à vent (1936) ;
- Sextuor pour instruments à vent (1937) ;
- Trio pour hautbois, clarinette et basson (1938) ;
- Quatuor pour 4 saxophones (1938) ;
- Sonate pour basson et piano (1948) ;
- Pièce pour quintette à vent (1962) ;
- des mélodies.